# 15250 Nishiyamahiro
15250 Nishiyamahiro eller 1990 DZ är en asteroid i huvudbältet som upptäcktes den 28 februari 1990 av de båda japanska astronomerna Kazuro Watanabe och Kin Endate vid Kitami-observatoriet. Den är uppkallad efter Hiroshi Nishiyama.
Asteroiden har en diameter på ungefär 5 kilometer.